# 盐塘镇
盐塘镇，原为盐塘乡，是中华人民共和国四川省凉山彝族自治州盐源县下辖的一个乡镇级行政单位。2020年6月，撤销盐塘乡、博大乡，设立盐塘镇，以原盐塘乡和原博大乡几波村、马道子村、甘生村、砖楼村、西沟村所属行政区域为盐塘镇的行政区域。

## 行政区划
盐塘镇下辖以下地区：
郑家田村、地来角村、坝窝村、腊子沟村和庄子村。